# Hoplitis incognita
Hoplitis incognita är en biart som beskrevs av Van der Zanden 1996. Hoplitis incognita ingår i släktet gnagbin, och familjen buksamlarbin. Inga underarter finns listade i Catalogue of Life.